# Octave Meynier
Octave Frédéric François Meynier (Saint-Yrieix-la-Perche, 22 febbraio 1874 – Algeri, 31 maggio 1961) è stato un ufficiale francese.
Fu uno dei due ufficiali che prese il controllo della missione Voulet-Chanoine, che si era ammutinata ed aveva commesso numerosi crimini sulla popolazione dell'Africa occidentale. Combatté nella prima guerra mondiale e organizzò alcune spedizioni motorizzate attraverso il deserto del Sahara.

## Biografia
Figlio del tenente colonnello François Meynier e zio del geografo André Meynier, il sottotenente Octave Meynier si diplomò nel 1895 presso l'École spéciale militaire de Saint-Cyr, la principale accademia militare francese, e fu presto inviato nel Sudan francese. Fu nominato aiutante del tenente colonnello Jean-François Klobb, incaricato di raggiungere la missione Voulet-Chanoine e sostituirne i comandanti, Paul Voulet and Julien Chanoine. Durante la spedizione, il 14 luglio 1899, Klobb fu ucciso e Meynier fu ferito e fu dato per morto dalla sua famiglia. Pochi giorni dopo Vaulet e Chanoine furono uccisi dalle truppe che si erano ammutinate: Meynier assistette quindi il capitano Joalland nel comando della missione Joalland-Meynier, che portò a compimento gli obiettivi militari della missione Voulet-Chanoine.
Nel 1913 fu nominato comandante militare del territorio dell'oasi di Ouargla e nel 1914 iniziò a sviluppare un programma per modernizzare l'Africa costruendo nuove strade.
Assunse il comando del 1º reggimento dei Tirailleurs algériens sul fronte di Verdun e il 5 aprile 1918 fu ferito da una granata, che gli amputò il braccio sinistro.
Tornò in Africa come capo del gabinetto militare del governatore generale d'Algeria, Maurice Viollette. Dal 1926 al 1934 ebbe l'incarico di Direttore dei Territori (Algeria sahariana) e gli fu data l'opportunità di realizzare la rete stradale da lui ideata nel 1914.
Nel 1930, organizzò il rally automobilistico "Mediterraneo-Niger", che si svolse su strade e piste da lui costruite o ammodernate.
Nel 1931 fu un membro fondatore dell'associazione Les Amis du Sahara.
Si ritirò nel 1935 con il grado di generale di brigata.
Vedendo nel rally automobilistico un mezzo immediato per favorire le relazioni tra i popoli del Mediterraneo e quelli dell'Africa e per facilitare i collegamenti terrestri tra di loro, organizzò nel 1950 il primo rally automobilistico transafricano, il rally "Algeri–Città del Capo".

### Fonti dirette
- (FR) Octave Meynier, L'Afrique Noire, in Bibliothèque de philosophie scientifique, Parigi, Flammarion, 1911.
- (FR) Octave Meynier, Les conquérants du Tchad, Parigi, Flammarion, 1923.
- (FR) Octave Meynier, À propos du chemin transsaharien, tactique saharienne et engins modernes, Parigi, Berger-Levrault, 1924.
- (FR) Octave Meynier, Guide pratique du tourisme au Sahara, Parigi, Société d'éditions géographiques, maritimes et coloniales, 1931.
- (FR) Octave Meynier, La guerre sainte de la Senoussya dans l'Afrique française (1915-1918), in Revue Africaine, n. 83, 1939.
- (FR) Octave Meynier, Mission Joalland-Meynier, Parigi, Éditions de l'Empire français, 1947.
- (FR) Octave Meynier, Note sur le rôle des rallyes de la Méditerranée au Cap dans l'histoire des communications inter-africaines, in Revue Africaine, n. 99, 1955.
- (FR) Arsène Klobb e Octave Meynier, À la recherche de Voulet : sur les traces sanglantes de la Mission Afrique centrale, 1898-1899, prefazione di Albert Maitrot de La Motte-Capron, presentazione di Chantal Ahounou, Parigi, Cosmopole, 2001  [1931], ISBN 978-2-84630-051-3.
- (FR) Octave Meynier, La pacification du Sahara et la pénétration saharienne, 1852-1930, Nîmes, Lacour-Ollé, 2007.

### Saggi e studi
- (FR) Paul Joalland, Le Drame de Dankori, Parigi, Nouvelles Éditions Argo, 1930.
- (FR) La colonne infernale, 21 ottobre 2017.

| Controllo di autorità | VIAF (EN) 54274628 · ISNI (EN) 0000 0001 1027 0707 · LCCN (EN) nb2003027557 · GND (DE) 123451426 · BNE (ES) XX1365523 (data) · BNF (FR) cb127887214 (data) |